# Leichtathletik-Halleneuropameisterschaften 2019/Teilnehmer (Andorra)
| Gelbes Symbol für Goldmedaillen mit stilisierten Olympischen Ringen | Graues Symbol für Silbermedaillen mit stilisierten Olympischen Ringen | Braundes Symbol für Bronzemedaillen mit stilisierten Olympischen Ringen |
| ------------------------------------------------------------------- | --------------------------------------------------------------------- | ----------------------------------------------------------------------- |
| —                                                                   | —                                                                     | —                                                                       |

Aus Andorra startete ein Athlet bei den Leichtathletik-Halleneuropameisterschaften 2019 in Glasgow.

## Ergebnisse

### Männer

#### Laufdisziplinen
| Athlet          | Disziplin | Vorlauf     | Vorlauf | Halbfinale         | Halbfinale         | Finale             | Finale             |
| Athlet          | Disziplin | Zeit        | Platz   | Zeit               | Platz              | Zeit               | Platz              |
| --------------- | --------- | ----------- | ------- | ------------------ | ------------------ | ------------------ | ------------------ |
| Pol Moya Betriu | 800 m     | 1:53,21 min | 33      | nicht qualifiziert | nicht qualifiziert | nicht qualifiziert | nicht qualifiziert |